# Dave Elman
Dave Elman (bürgerlich David Kopelman; * 6. Mai 1900 in Park River, North Dakota; † 5. Dezember 1967) war ein US-amerikanischer Hypnotiseur, Komponist, Musiker und Autor.
Elman wurde weltweit durch seine schnelle und effiziente hypnotische Tranceinduktion bekannt. Die Elman-Induktion gehört heute zum Standard-Repertoire vieler Showhypnotiseure, wird aber auch als Einleitung für Hypnotherapie eingesetzt.

## Leben

### Berufliche Laufbahn
Dave Elmans Interesse an der Hypnose erwachte, als er 8 Jahre alt war. Ein Bekannter der Familie behandelte seinen Vater, der an starken, krebsbedingten Schmerzen litt, so effektiv mit Hypnose gegen die Schmerzen, dass er mit den Kindern spielen konnte. Bereits im Alter von 14 Jahren hatte er sich unter Zuhilfenahme von Literatur und Beobachtungen an Bühnenhypnotiseuren so weit fortgebildet, dass er seine Mitschüler hypnotisierte.
Nach Verlassen der Schule arbeitete Elman als Komponist, Musiker (Saxophon und Violine), Komödiant und Showhypnotiseur. Er änderte zu dieser Zeit seinen Nachnamen Kopelman auf Elman, weil dieser besser auf Plakate gepasst habe und ihm so ein besserer Einstieg in das Showbusiness möglich erschien. Er komponierte zusammen mit W. C. Handy, mit dem er befreundet war, u. a. den Hit „Atlanta Blues (Make Me One Pallet On Your Floor)“. Ihre Stücke wurden auch von Louis Armstrong gespielt. Dave Elman arbeitete auch als Radiomoderator; er war insbesondere von 1937 bis 1948 mit seiner Radioshow Hobby Lobby auf KDKA sehr erfolgreich und schrieb einige Bücher. Neben seiner beruflichen Tätigkeit war Elman ab 1942 für den US-Spionagedienst CIC tätig.
Damit eine Wohltätigkeitsveranstaltung nicht abgesagt werden musste, sprang Elman 1948 ein und hielt eine spontane Hypnoseshow ab. Anwesende Ärzte baten ihn nach der Show, ihnen beizubringen, was sie eben gesehen hatten. Fortan widmete Elman sich wieder vermehrt der Hypnose, unterrichtete ab 1949 tausende Ärzte und Zahnärzte in medizinischer Hypnose und verfasste Bücher zu seiner Induktionsmethode und den von ihm entwickelten Suggestionen.

### Familie
1922 traf Elman Pauline Reffe († 1989), die er 1927 heiratete. Das Paar bekam drei Kinder: Jabob (* 1928, † 1936), Robert (* 1930) und Larry (* 1938).

## Hypnose
Elmans Hypnose-Einleitung, bekannt als Dave-Elman-Induktion, wurde weltweit bekannt, weil sich mit dieser simplen und gleichzeitig effizienten Methode innerhalb von wenigen Minuten ein somnambuler Zustand des Hypnotisanden erreichen lässt.
Aus der von Elman gelehrten medizinischen Hypnose sind auch seine Suggestionen, beispielsweise zu hypnotischer Analgesie und Heilung und Integration, bekannt geworden. Elman war jedoch nicht nur Begründer der nach ihm benannten Hypnoseinduktion. Im Laufe seines Lebens bildete Elman mehr als 10.000 Ärzte, Psychotherapeuten und Zahnärzte aus. Er unterrichtete eine sehr direkte Art der Hypnose, die im therapeutischen Kontext weniger aus Suggestion, sondern mehr aus der sogenannten Hypnoanalyse bestand. Elman gilt als einer der Begründer moderner Hypnosethechniken.

## Werke
- Explorations in Hypnosis by Dave Elman. Nash Pub. ISBN 978-0-8402-1143-9
- Hypnotherapy by Dave Elman, Westwood Pub. ISBN 0-930298-04-7